# Élie Cartan

Élie Cartan

Élie Joseph Cartan (n. 9 aprilie 1869, Dolomieu, Isère, Franța – d. 6 mai 1951, Paris, Franța) a fost un matematician francez, cunoscut mai ales pentru contribuțiile sale la teoria grupurilor Lie, fizica matematică, geometria diferențială și teoria grupurilor.
A fost tatăl matematicianului Henri Cartan și al fizicianului Louis Cartan.

## Biografie
S-a născut într-o familie modestă, tatăl său fiind fierar. Urmează studiile secundare la Grenoble, iar studiile medii la Liceul Janson-de-Sailly din Paris. În 1888 este admis la École normale supérieure și în 1891 obține doctoratul în matematică.
În 1912 este numit profesor la Sorbona la Catedra de Geometrie Superioară. În perioada 1920 - 1940 este profesor de geometrie și mecanică rațională la Școala Superioară de Fizică și Chimie industrială. În 1931 devine membru al Academiei de Științe a Franței. A deținut și funcția de președinte al Asociației Internaționale a Matematicienilor. De asemenea, a fost membru străin al Academiei Române.

## Opera
Cartan a adus contribuții însemnate în geometria diferențială, în teoria sistemelor de ecuații diferențiale totale. A introdus noțiuni și metode importante folosite în matematica modernă. A contribuit la nașterea geometriei grupurilor Lie și a spațiilor omogene de grupuri Lie. A introdus spațiile generalizate, numite azi varietăți fibrate dotate cu conexiuni infinitezimale.
Între 1901 - 1904 a studiat sistemele Pfaff. În 1928 a stabilit proprietățile diferențiale globale pentru spațiile riemanniene. A construit o geometrie pentru care grupul de transformări este cel al deplasărilor, cel proiectiv sau cel conform. Cartan a determinat condițiile necesare și suficiente pentru existența anumitor reprezentări topologice.
În 1937, Societatea Fizico-Matematică din Kazan i-a decernat premiul "Nikolai Lobacevski".

## Relații cu lumea științifică din România
În 1931, Cartan a efectuat o vizită în România, ocazie cu care a susținut o conferință despre suprafețe riglate.
În 1928 la Congresul Internațional al Matematicienilor susținut la Bologna a făcut o expunere intitulată: Sur la representation géométrique des systèmes matériels non holonomes.
Această expunere a fost amplu comentată, în 1956, de matematicianul Radu Miron în teza sa de doctorat.
Cursurile lui Cartan la Sorbona au fost audiate de Alexandru Pantazi, Gheorghe Vrânceanu și alții, iar lucrările sale au fost continuate de matematicienii români: Gheorghe Vrânceanu, Radu Miron, Mendel Haimovici, Adolf Haimovici, Froim Marcus, Kostake Teleman.

## Scrieri
- 1920: Sur la déformation projective des surfaces
- 1931: Leçon sur la géométrie projective complexe
- 1937: Les espaces à connexions projectives.